# Chwyt piłki w koszykówce

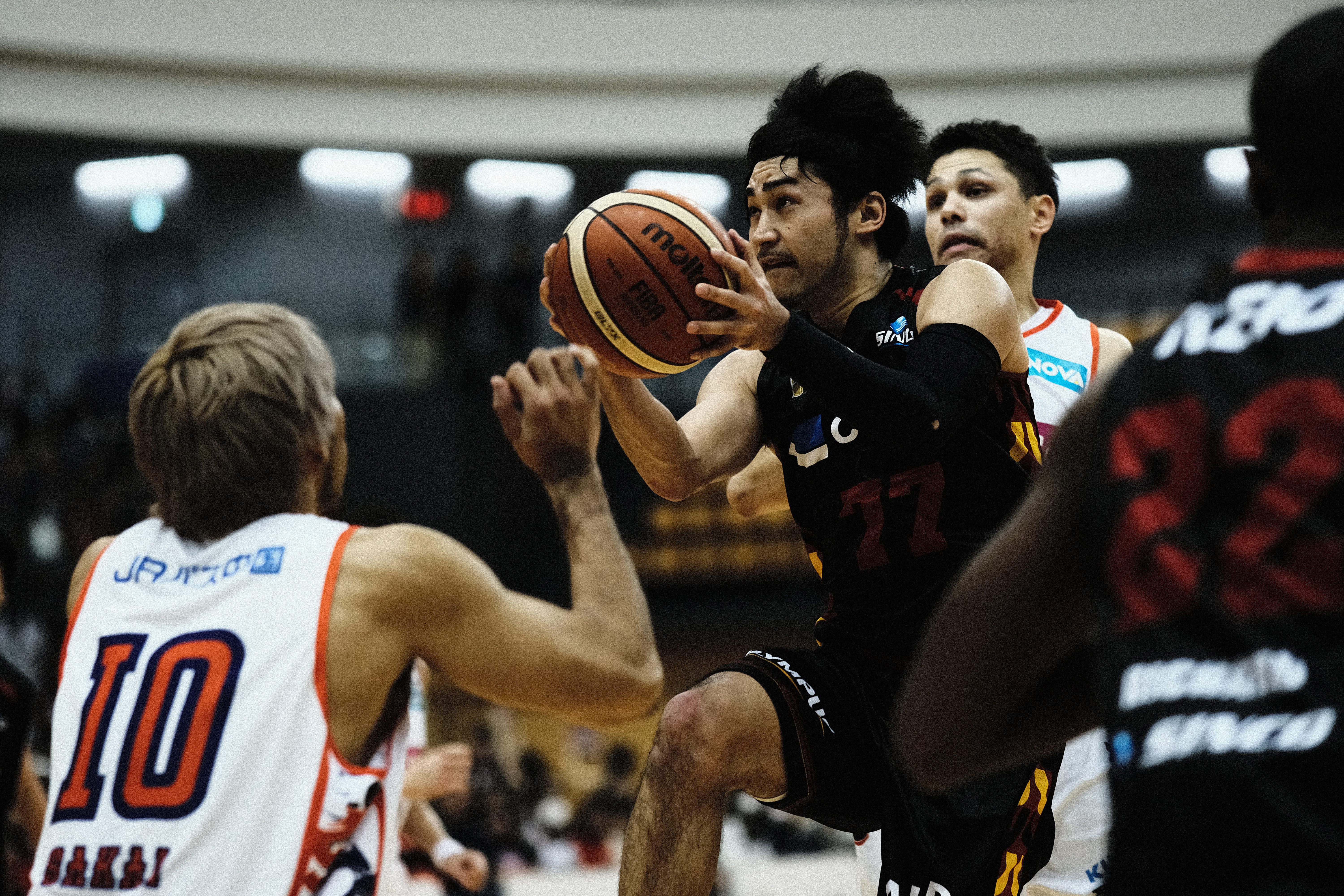
Chwyt półgórny

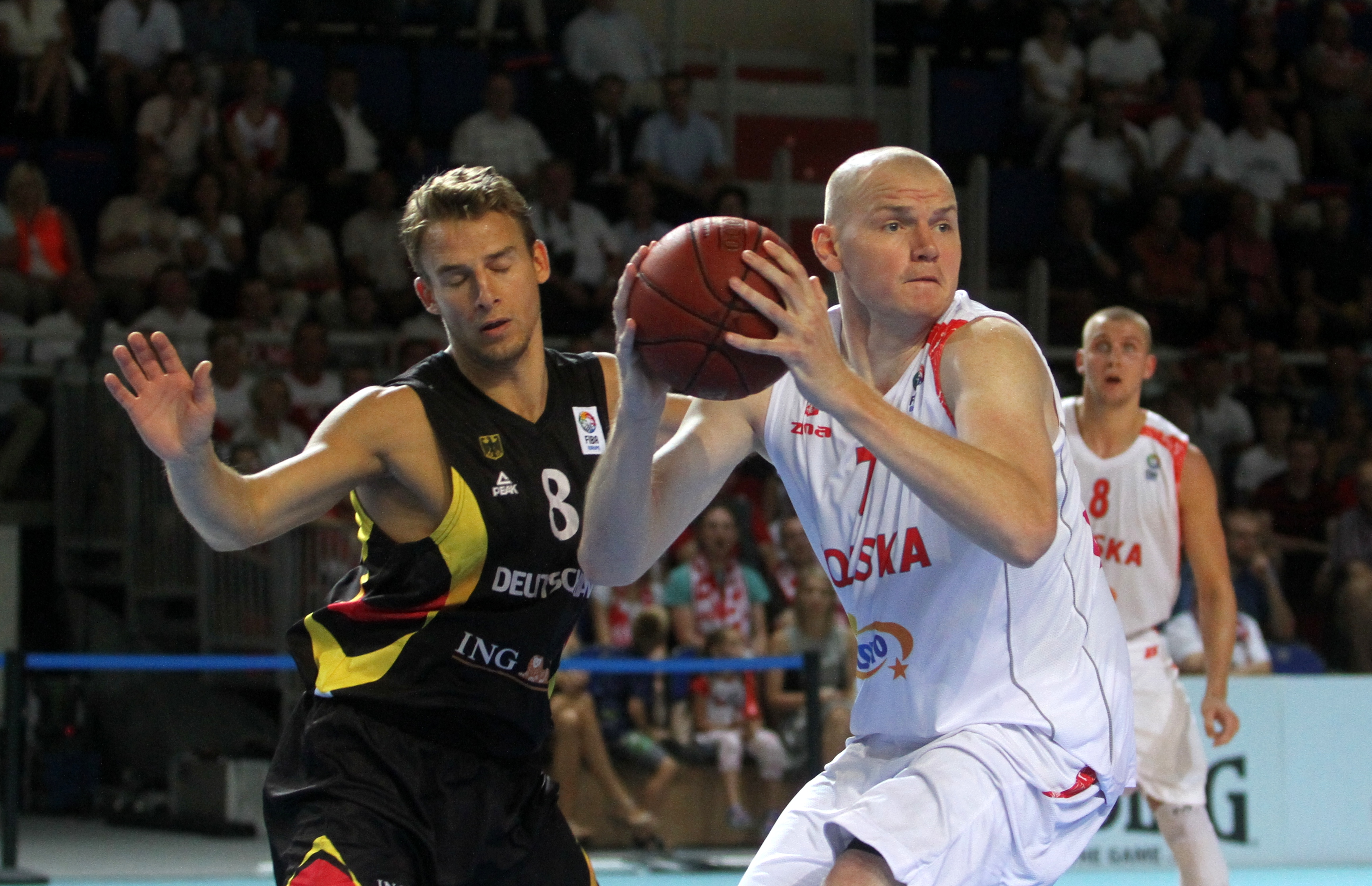
Chwyt półgórny

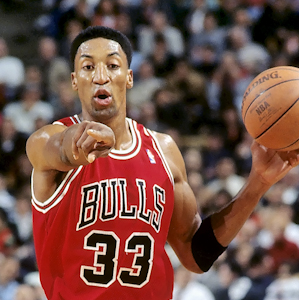
Chwyt jednorącz

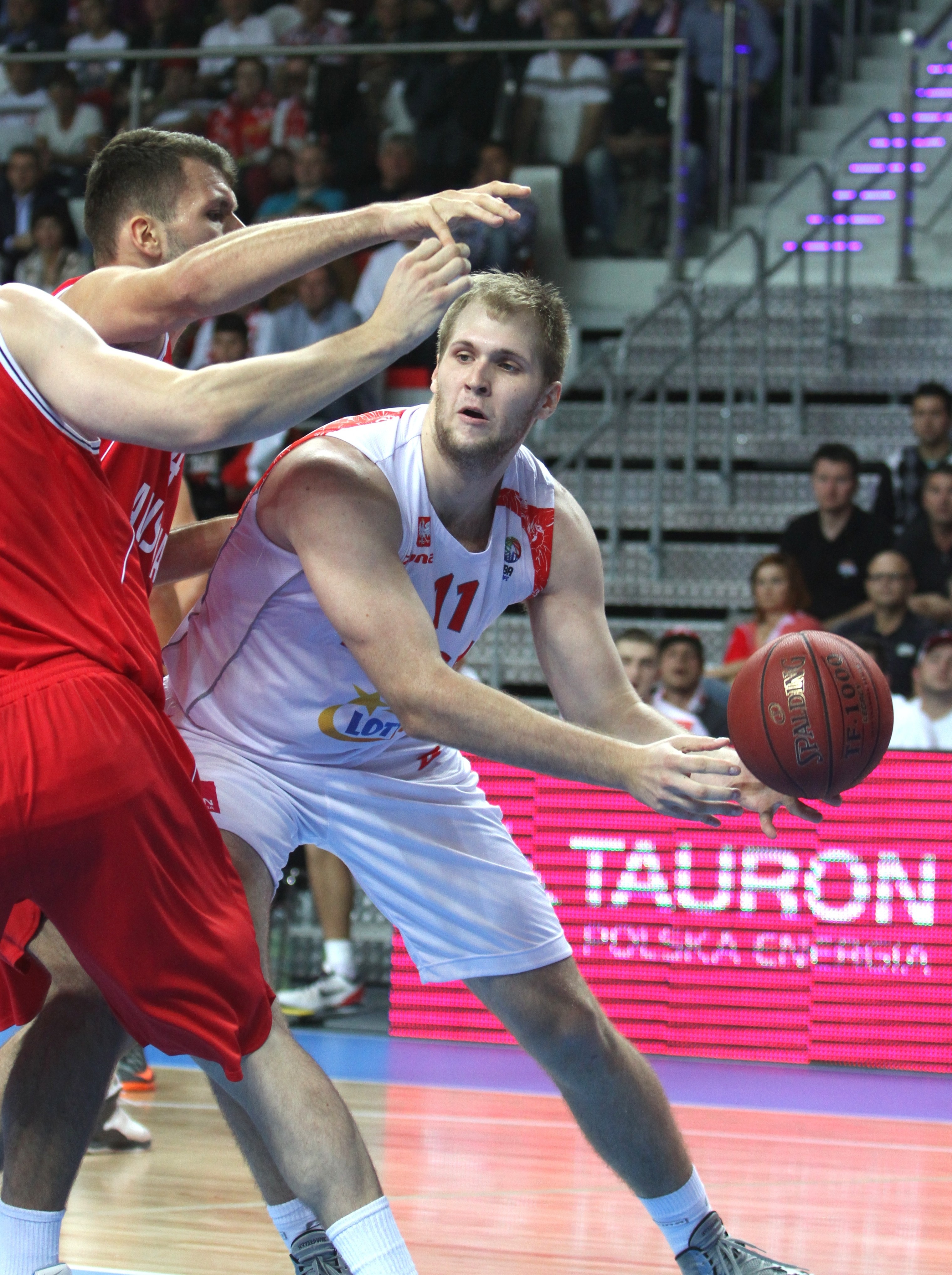
Chwyt dolny

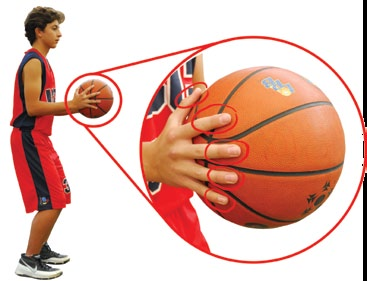
Prawidłowe trzymanie piłki po chwycie

Chwyt piłki – w koszykówce jest sposobem przyjęcia piłki w dłonie, umożliwiającym zawodnikowi płynne, precyzyjne i skuteczne operowanie piłką. Umiejętność poprawnego chwytu piłki jest kluczowa, ponieważ umożliwia przyjmowanie podań oraz chronienie piłki przed przeciwnikiem chcącym ją wyrwać.
Wyróżnia się:
- chwyt górny doskoczny,
- chwyt górny dosiężny,
- chwyt półgórny,
- chwyt dolny,
- chwyt z podłoża,
- chwyt jednorącz,
- chwyt sytuacyjny „głośny”[3].

Chwyt górny doskoczny jest wykonywany w momencie przyjmowania piłki lecącej tak wysoko, że wyciągnięte w górę ręce nie wystarczają, by ją złapać. Wykonując ten chwyt zawodnik mocno wybija się jednonóż lub obunóż od parkietu, wyciąga obie ręce w górę, a palce dłoni rozchyla tak, by stworzyły wklęsłą powierzchnię odzwierciedlającą kształt piłki. Ważna jest obserwacja toru lotu piłki, ponieważ w tej pozycji zmiana położenia zawodnika jest trudna do wykonania.
Chwyt górny dosiężny jest wykonywany w momencie przyjmowania wysoko lecącej piłki. Wykonując ten chwyt zawodnik wyciąga obie ręce w górę, ponad głowę, a palce dłoni rozchyla tak, by stworzyły wklęsłą powierzchnię odzwierciedlającą kształt piłki. Ważna jest obserwacja toru lotu piłki, ponieważ w tej pozycji zmiana położenia zawodnika jest trudna do wykonania.
Chwyt półgórny jest najczęściej stosowanym chwytem w koszykówce. Wykonując ten chwyt, zawodnik łapie piłkę na wysokości między głową, a poziomem bioder. Ręce powinny być lekko ugięte w stawach łokciowych, zgięte grzbietowo w stawach promieniowo-nadgarstkowych. Palce powinny być rozluźnione i szeroko rozstawione, tak by stworzyły wklęsłą powierzchnię, a palce wskazujące oraz kciuki obu dłoni powinny znajdować się bardzo blisko siebie. W momencie złapania piłki, ręce zginają się w stawach łokciowych, by zamortyzować przyjęcie piłki. Chwyt półgórny jest uważany za najbardziej podstawową, najłatwiejszą formą chwytu; jest też pierwszym chwytem, którego uczą się początkujący koszykarze.
Chwyt dolny jest wykonywany w momencie przyjmowania piłki lecącej na wysokości poniżej poziomu bioder. Zawodnik powinien ugiąć kolana. Dłonie powinny być zwrócone na zewnątrz, z palcami skierowanymi po skosie w stronę parkietu, tworząc wklęsłą powierzchnię. Małe palce obu dłoni powinny być ułożone bardzo blisko siebie. Przy tym chwycie bardzo ważna jest obserwacja oraz przewidywanie rotacji lecącej piłki oraz kąt odbicia piłki od parkietu.
Chwyt z podłoża jest wykonywany w momencie przyjmowania piłki toczącej się po parkiecie. Zawodnik powinien skrajnie obniżyć środek ciężkości ciała, a nogę dalszą toczącej się piłce ustawić w wykroku. Rękę bliższą toczącej się piłce ustawia się na parkiecie, grzbietem dłoni do dołu, utrzymując palce szeroko rozstawione. Ręka na podłożu „podbiera” piłkę, a dalsza – natychmiast chwyta piłkę od góry.
Chwyt jednorącz stosuje się wyłącznie w wyjątkowych sytuacjach. Używają go zazwyczaj zawodnicy na pozycji centra. Jest chwytem polegającym na złapaniu piłki jedną dłonią. Prawidłowe wykonanie go wymaga dużych umiejętności, dlatego stosowane jest bardzo rzadko. Zazwyczaj przyjęcie piłki jedną dłonią kończy się chwytem sytuacyjnym „głośnym”, a nie czystym chwytem jednorącz.
Chwyt sytuacyjny „głośny” jest wykonywany zazwyczaj w dwóch sytuacjach:
- w momencie łapania piłki lecącej z bardzo dalekiej odległości, kilkunastu metrów, np. z drugiego końca boiska,
- lub w momencie zbierania piłki z tablicy[8].

Wykonując ten chwyt zawodnik powinien mocno doskoczyć do piłki, z wyciągniętą w górę wyłącznie ręką bliższą piłce. Po przyjęciu jednorącz piłki, zawodnik powinien natychmiast, gwałtownie i dynamicznie dochwycić piłkę drugą ręką. Uderzenie drugiej dłoni o piłkę zazwyczaj jest tak szybkie i mocne, że czynności tej towarzyszy głośny dźwięk.
Po chwyceniu piłki (którymkolwiek ze sposobów) piłka powinna być odpowiednio trzymana. Piłka powinna mieć kontakt wyłącznie z palcami i nie mieć kontaktu z wnętrzem dłoni. Dłoń może dotykać piłki wyłącznie przy stawach wśródręczno-palcowych. Palce powinny być rozstawione szeroko, lecz kciuki nie powinny być zbyt mocno odwiedzione.
Najczęstsze błędy początkujących koszykarzy dotyczące chwytania piłki to:
- nadmierne usztywnianie palców w momencie zetknięcia się ich z piłką,
- brak amortyzacji pędu piłki poprzez natychmiastowe ugięcie rąk w stawach łokciowych,
- chwyt piłki całą dłonią, zamiast wyłącznie palcami,
- wykonywanie niepotrzebnych ruchów po chwyceniu piłki[10].